# Santa Catarina (Lissabon)
Santa Catarina ist ein Stadtteil und eine ehemalige portugiesische Gemeinde (Freguesia) im 1. Bairro der Hauptstadt Lissabon. 2013 ging im Zuge einer Verwaltungsreform aus den Gemeinden São Paulo, Encarnação, Santa Catarina und Mercês die neue Stadtgemeinde Misericórdia hervor.
Der hügelige Ort ist umgeben von den Stadtteilen São Paulo, Lapa, Mercês und Encarnação. Mit Teilen der letzteren bildet sie das bekannte Bairro Alto. Von hier fällt sie stark Richtung Tejo-Ufer ab. Santa Catarina ist geprägt von engen, zum Teil steilen Gassen. Bedeutendste Ader für den Autoverkehr ist die Calçada do Combro. Sie führt aus Richtung "Praça Luis de Camões" kommend zum Parlamentsgebäude São Bento.

## Geschichte
Santa Catarina wurde am 9. Oktober 1559 aus Teilen der Gemeinden Loreto (heute Encarnação) und Mártires geschaffen. Sie erstreckte sich ehemals vom Viertel Príncipe Real bis zum Tejo Ufer und war bis Mitte des 20. Jahrhunderts flächenmäßig eine der größten und bevölkerungsreichsten Gemeinden der Stadt. Durch die Gebietsreform von 1959 erlangte die Gemeinde ihren Zuschnitt, den sie bis zu ihrer Auflösung im Jahr 2013 beibehielt.

## Politik
Bei den Kommunalwahlen 2005 erreichten die Parteien zur Wahl des Gemeindeparlaments folgende Stimmanteile:
| Partei                             | Stimmanteile (%) | Sitze |
| ---------------------------------- | ---------------- | ----- |
| CDS-PP                             | 5,08             | 0     |
| CDU-Wahlbündnis aus PCP und Grünen | 14,06            | 1     |
| PS                                 | 38,99            | 4     |
| BE                                 | 10,07            | 1     |
| PSD                                | 27,52            | 1     |

Präsidentin der "Junta de Freguesia" ist Maria Irene dos Santos Lopes von den Sozialisten (PS).

## Sehenswürdigkeiten und öffentliche Einrichtungen
- Conservatório Nacional – staatliche Musikschule
- Igreja de Santa Catarina – bedeutendste Kirche der Gemeinde von 1679
- Palácio Pombal – Geburtshaus des Marquês de Pombal
- Miradouro de Santa Catarina
- Museu da Farmácia – Apothekenmuseum